# 蓋茲基金會
盖茨基金会（英語：Gates Foundation）是由比尔·盖茨与美琳達·盖茨夫妇资助的，全球最大的慈善基金会。正式員工有1500人以上。
该基金会以美国华盛顿州西雅图市为基地，于2000年1月，通过盖茨学习基金会和威廉·盖茨基金会的合并而创立。老威廉·H·盖茨（比尔的父亲）在逝世前與比尔和美琳達擔任共同主席，Patty Stonesifer为基金会首任董事长。该基金会的總資產约519亿美金（2020年12月31日），為維持作為一個慈善基金會的地位，每年必须捐赠其全部财产的5%，在2020年度此基金會的捐贈和直接慈善費用約58億美金。
由於蓋茨夫婦在2021年離婚，比尔及梅琳达·盖茨基金會於2025年更名為盖茨基金会（Gates Foundation），比尔·盖茨將會成為基金會的唯一主席。2024年5月13日，梅琳達正式辭任基金會職務。

## 资助项目
该基金主要在以下各方面提供援助。
- 全球人的健康
- 教育
- 图书馆
- 美国西北部的建设
- 全世界公益捐助捐献中眼球角膜的捐献，希望能得到该基金会的大力支持。

### 全球疫苗与免疫联盟
于2005年1月25日给予全球疫苗与免疫联盟7.5亿美元的捐赠。
2020年2月新型冠狀病毒疫情防控期間，蓋茨基金會決定捐助500萬美金緊急款項支持中國政府防疫作戰與醫護人員，並後續投資一億美金支援長期藥物研發，同時比爾·蓋茨親筆信給中國領導人表達對其行動的支持。2月22日習近平親自回信感謝蓋茨和其夫人。

### 印度洋大地震赈灾活动
通过多个慈善组织共为2004年印度洋大地震灾难受害者捐赠300万美元。协助的慈善组织包括：
- Cooperative for Assistance and Relief Everywhere (CARE international)
- International Rescue Committee
- Mercy Corps
- Save the Children
- 世界展望會

### 儿童疫苗计划
于2003年12月9日给予Program for Appropriate Technology（PATH)的儿童疫苗计划2700万元的捐赠，用于对Japanese encephalitis的免疫工作。

### 求知新途奖
每年对在美国国外，利用创新的项目让大众免费使用资讯科技的公立图书馆或类似的机构给予最高100万美元的奖励。

### 盖茨千僖年奖学金
通过美国黑人大学基金捐赠10亿美元为美国少数民族的学生作为大学奖学金。

### 盖茨剑桥大学奖学金
于2000年10月捐赠2.1亿美元以帮助留学生就读英国剑桥大学。每年约100名学生获得基金会的资助。

## 目标守卫者报告
盖茨基金会每年推出目标守卫者报告，旨在追踪聯合國全球可持续发展目标（第1-6个目标）的实现进度。報告基本帶有社會主義視角，其結論為多數人相信的未来取决于努力工作而非出身之信念在現今世界為非，直到2019年的調查都顯示在哪里出生是决定一个人未来的最关键因素。其引用自身田野調查學者和華盛頓大學研究結論，即便在美国，“如果你来自低收入家庭或有色人种，或者两种情况兼有，那你上好学校的可能性就会很低。”而國家之間的貧富差距更大，非洲中北部的内陆国家乍得，当地儿童死亡机率几乎是芬兰儿童55倍；乍得每天死亡的儿童数量，要比芬兰一年还多。所以一個人出生在哪個國家的哪個地區、哪種父母，幾乎決定其成就的大多數要素。
出生在美國一個父母都是境况良好的白人家庭，生活在蓬勃发展的社区，未來一生順利上高等大學成為高收入職業者的機率極大，若出生在勞動藍領一個拉丁裔有色人種家庭，住在黑人區，則未來成功機率低了九倍。而出生在非洲萨赫勒地区的一個黑人女性，一生可能多次濒临饿死从未获得过身体和大脑完全发育所需的营养；極大機率不会读书写字，且不到20岁就怀孕生子。趨勢分析顯示低收入和中低收入国家近三分之二儿童生活的地区，其儿童死亡率2030年仍无法达到可持续发展目标，另有1/3儿童生活的地区到2050年也无法达标。肯尼亚（Kenya）现在每年人均医疗卫生支出为36美元，即使如此在非洲地區已經是模範生等級。
同時每年報告極度關注全球暖化與貧困的關聯性，其引用醫學《柳叶刀》期刊发布的相关研究，如果全球碳排放保持现在增速，在30年内，小麦、水稻、玉米、大豆、土豆等主粮作物中的核心营养元素，如蛋白质、铁和锌将大幅下降。在气候变化危机面前，贫富差距很可能会导致一种“气候隔离”的局面，世界上最贫人口逃不开气候变化引发的灾害，还会缺乏必要的恢复资源变更穷，从而陷入一种恶性循环。

## 批评
世界卫生组织认为比爾與美琳達·蓋茨基金會在疟疾研究上的影响力过于强大，消减了他们的政策制定能力，让科学多样性趋于停滞。曾经开放研究成果的科学家出于基金会的财政激励制度而封闭起来，紧紧保护自己的研究，独立的研究提议评论变得越来越困难。
《刺針》杂志刊登一篇投書批评它的影响力扭曲了全球卫生议程。认为基金会没有投入足够的资金用于实施已经得到证实的干预措施；在先進高风险研究上投入过多，代价是擠壓了更容易提供的方案；而且直接提供给发展中国家有能力的研究机构的资金很少。例如把巨量資金重点放在疟疾领域，而其他疾病导致了对人类更多的伤害，这导致了对政界人士、决策者和卫生工作者的破坏性的倒错激励，大量頂尖人力被吸往盖茨基金会的瘧疾專案，吸走了其他醫學領域的人力。